# Dipartimento di Nueve de Julio (San Juan)
Nueve de Julio è un dipartimento argentino, situato nella parte centro-meridionale della provincia di San Juan, con capoluogo Nueve de Julio.
Esso confina a nord con i dipartimenti di Santa Lucía e San Martín, a est con il dipartimento di Caucete, a est e a sud con il dipartimento di Veinticinco de Mayo, e a sud e a ovest con quello di Rawson.
Secondo il censimento del 2001, su un territorio di 185 km², la popolazione ammontava a 7.652 abitanti.
Dal punto di vista amministrativo, il dipartimento consta di un unico municipio, che copre tutto il territorio dipartimentale, suddiviso in quattro distretti:
- Alto de Sierra
- Colonia Fiorito
- Las Chacritas
- Nueve de Julio, sede municipale